# The List (film, 2007)
Pour les articles homonymes, voir The List.
Pour plus de détails, voir Fiche technique et Distribution.
The List ou  La Liste au Québec est un film indépendant américain, réalisé par Gary Wheeler et diffusé en 2007 et commercialisé en DVD le 10 juin 2008. Le film se déroule aux États-Unis et est tourné en langue anglaise. Il est tiré du roman du même nom de l'auteur Robert Whitlow. Le film a été tourné à Wilmington (Caroline du Nord) et Charleston (Caroline du Sud). Le film met en vedette Malcolm McDowell; Chuck Carrington, Hilarie Burton et Will Patton.

## Synopsis
Le 30 novembre 1863, quatre mois après la victoire de l’union sur les confédérés à la bataille de Gettysburg,
convaincues que la chute de la Confédération est imminente, douze familles de confédérés, riches propriétaires de plantations, se rassemblent à l'auberge du Rice Plantation à Georgetown (Caroline du Sud).
Le groupe crée une alliance secrète signé avec le sang de leur pouce afin de protéger les fortunes de leurs familles. L’alliance est baptisée "The Covenant List of South Carolina, Ltd." (La société de la Liste de l’Entente de Caroline du Sud). Elle fait passer tout leur or en Europe. Les fonds circulent par le biais des banques suisses.
Mais Amos Candleur refuse de signer, en disant une sombre prophétie contre les dangers de la cupidité et la magie noire, qu’un jour les descendants du groupe seront un jour face au jugement de la puissante main de Dieu. Seul Dieu nous jugera. Le groupe des onze familles ignore l’avertissement de Amos Candleur qui est abattu.
Fin janvier 2003, 140 ans plus tard, les intérêts financiers des familles ont été transmis à leurs générations. La marge bénéficiaire a explosé, et avec chaque année qui passe le secret devient davantage sinistre. Jacobson est le gardien de la Liste.
Renny Jacobson élevé par Mama A, est devenu un jeune avocat fraîchement sorti de l'école de droit à Charlotte (Caroline du Nord).
Le père de Renny Jacobson décède à Charleston de façon surprenante. Il était un descendant d'une des dix familles liées à la société secrète de la Liste. L’avocat Jefferson McClintock appelle la secrétaire de Renny, Bonny pour inviter Renny à l’enterrement au cimetière Saint Alban.
Renny va à Charleston pour assister à l’enterrement. Il y remarque Jo Taylor Johnston, venu se recueillir le même jour sur la tombe de son père Taylor Johnston qui est mort quand sa fille, Jo était bébé. La tombe de son père est entourée de pleins de tombes de bébé. Aujourd’hui, Jo est une belle jeune femme étudiante en école d’infirmière et également descendante d'une des dix familles liées à la société secrète de la Liste. Elle a reçu une invitation pour le 29 janvier au Rice Plantation.
L’avocat Jefferson McClintock annonce que le père de Renny a légué tout son héritage à des œuvres caritatives, laissant son fils unique, Renny, sans rien, excepté des participations aux intérêts dans une entreprise inconnue, appelée « la société de la Liste du convenant de Caroline du Sud », ainsi que la clef d’un coffre bancaire. McClintock lui dit qu’il n’a trouvé nul trace de cette compagnie. McClintock lui montre une liste de neuf noms. La liste est intitulée « The Covenant List of South Carolina – CLSC » : Gus Eicholtz, Desmond Larochette, Bart Maxwell, Thomas Layne V, Jerrod Weiss, Harold Smithfield, Michael Flournoy, Robert Roget et Taylor Johnston. Renny ne les connait pas. McClintock doit leur envoyer la nécrologie.
À la banque, Renny trouve une bande audio titré CLSC et une pièce d’or gravé 1863. L’enregistrement a été fait par le père de Renny qui de sa propre voix lui annonce que sa fortune réside dans la Liste. Il lui indique une lettre informant le lieu d’une réunion ce week-end entamera son initiation. La lettre commence par Cher M. Jacobson, je vous prie d’accepter mes condoléances pour la mort de votre père. À cause des morts de votre père et de M. Taylor Johnston, il y aura une réunion des membres de la Liste le 29 janvier à l'auberge du Rice Plantation à Georgetown (Caroline du Sud). Monsieur Johnstone sera inclus à ce moment. Respectueusement, Desmond Larochette.
Renny comprend la valeur incroyable du legs de son père, son espoir est ressuscité : héritier d'une ancienne société secrète datant de plus de 140 ans, les intérêts font une immense fortune.
Mais la banque refuse de le lui donner sans la signature de Larochette, obligeant Renny à se rendre au rendez-vous susnommé.
Le 29 janvier 2003, sur le chemin, Renny rencontre Jo Johnston et comprend qu’elle aussi est héritière. À 19h, ils font tous deux la rencontre des membres de la Liste. Mais l’adhésion se transmet de père en fils.
Jo est une femme. Les membres votent la fin de l’adhésion de la famille Johnson à la Liste. Jo s’en va, perdant son héritage. Renny reste.
La 247e réunion peut commencer. Harry Smithfield prend un registre, Desmond Larochette le présente à Renny qui le signe, puis Desmond lui pique le pouce et l’appose sur sa signature pour la marquer de son propre sang.
Larochette offre une corvette et une enveloppe remplie de billets à Renny.
Le 6 février 2003, sept membres de la Liste apposent leur sang dans le registre de la Liste, sur le nom de Bart Maxwell qui meurt.
Larochette explique à Renny le pouvoir de la Liste pour faire le bien ou pour faire le mal. Larochette lui demande s'il y a quelqu’un qu’il souhaite atteindre le cœur. « Libère le pouvoir et touche le ». Renny pense à Jo car il est attiré par Jo. Renny sent la puissance surnaturelle du registre de la vieille ancienne alliance de 140 ans. Il le trouve grisant. Jo s’effondre par terre. Daisy Stokes découvre Jo, l’envoie à l’hôpital et essaie d’appeler Renny, mais il ne répond pas. Daisy prie pour que Jo guérisse.
À la fin de la 248e réunion, Renny prend connaissance de l’hospitalisation de Jo et la rejoint à l’hôpital.
Renny comprend que sa part de l'héritage est prise dans la toile du secret de famille jalousement gardé et ne sera rompu que s'il accomplit la prophétie parlé en 1863 pour ainsi détruire la puissance de la liste qui est en train de perdre le vrai trésor qui a changé sa vie, Jo.
Renny décide d’aller récupérer le registre et le bruler. Il achète un briquer, mais une fois qu’il a récupéré le registre chez Larochette, celui-ci le surprend et le lui reprend, et envoie Renny en prison pour infraction dans un domicile privé. Mama A envoie l’avocat A.L. Jenkins défendre Renny qui est licencié de son cabinet. Renny paie une caution pour être libéré.
Renny se rend chez Daisy Stokes. Le pouvoir du registre réveille Larochette qui terrasse Renny par terre. Daisy Stokes offre sa vie pour sauver celle de Renny. Renny plaide coupable. Il est condamné à trois ans avec sursis et ne peut plus exercer son métier d’avocat.
Renny se rend à la 248e réunion et en accomplissant la prophétie de 1863, il rompt le lien qui l'attachait à la Liste. Larochette perd le pouvoir de la Liste sur Renny. Daisy Stokes décède, mais Jo est guéri.

## Fiche technique
Sauf indication contraire, les informations mentionnées dans cette section peuvent être confirmées par la base de données cinématographiques IMDb,  présente dans la section « Liens externes ».
- Titre original et français : The List
- Titre québécois : La Liste
- Scénario : Michelle Hoppe-Long, Johnston H. Moore, Gary Wheeler et Robert Whitlow
- Photographie : Tom Priestley Jr.
- Durée : 109 minutes
- Pays :  États-Unis

## Distribution
Légende : V. Q. = Version québécoise
- Malcolm McDowell (V. F. : Antoine Tomé ; V. Q. : Vincent Davy) : Desmond Larochette
- Chuck Carrington (en) (V. Q. : Gilbert Lachance) : Renny Jacobsen
- Hilarie Burton (V. Q. : Geneviève Désilets) : Jo Johnston
- Will Patton (V. Q. : Benoit Rousseau) : Harriston
- Pat Hingle (V. Q. : Yves Massicotte) : Gus Eicholtz
- Mary Beth Peil (V. Q. : Huguette Gervais) : Daisy Stokes
- Elizabeth Omilami (en) (V. Q. : Johanne Léveillé) : Mama A
- Afemo Omilami : Al Jenkins
- R. Keith Harris (V. Q. : Sébastien Dhavernas) : Bart Maxwell
- Steve Ayers : Robert Roget
- Richard Fullerton (V. Q. : Pierre Auger) : Jerrod Weiss
- Richard K. Olsen (V. Q. : André Montmorency) : Michael Flournoy
- Nicholas Pryor (V. Q. : Aubert Pallascio) : Harold Smithfield
- Frank Hoyt Taylor : Amos Candler
- Tim Ware (en) (V. Q. : Hubert Gagnon) : Thomas Layne